# Peasistilifer
Peasistilifer is een geslacht van weekdieren uit de klasse van de Gastropoda (slakken).

## Soorten
- Peasistilifer edulis Hoskin & Warén, 1983
- Peasistilifer gracilis (Pease, 1867)
- Peasistilifer koyamai (Habe, 1976)
- Peasistilifer nitidula (Pease, 1860)
- Peasistilifer obesula (A. Adams, 1854)
- Peasistilifer solitaria (Laseron, 1955)